# 謎部のアレ。
『謎部のアレ。』（なぞぶのあれ。）は友吉の4コマ漫画作品。作者のデビュー作である。芳文社発行の「まんがタイムきららキャラット」で2007年7月号から2008年7月号まで連載。

## ストーリー
謎部の部員である4人の女子高生たちの日常ドタバタ物語。謎部とは、この世のあらゆる謎を探求し、解明していくための部活である。

## 登場人物
秋月まきの（あきづき まきの）
まともなまじめ系。本作の主要登場人物。なゆたからは「マッキー」と呼ばれている。一年生。
春野なゆた（はるの なゆた）
ハイテンションおバカ系。まきのの親友。黄色い髪にツインテール。トラブルメーカー。一年生。宇宙人を信じている。まきのに深い友情を感じていて、まきのがもえみを可愛がっているところを見て深いジェラシーを感じることも。
冬川のぞみ（ふゆかわ のぞみ）
謎っぽい部長系。謎部部長。二年生。もえみとはクラスメイト。なゆたからは「のぞみん」と呼ばれている。
夏帆もえみ（なつほ もえみ）
かわいい天然系。謎部に入部希望してきた二年生。小柄で子供のような印象を受ける。まきのたちの先輩でお姉さんぶったことを言うが、先輩扱いされない。まきのからはかなり可愛がられている。なゆたからは「もえみん」と呼ばれている。なお、苗字の「夏帆」は連載中には明かされず、コミックス第1巻の人物紹介の欄で初めて明かされた。
長谷川ゆうこ（はせがわ ゆうこ）
謎部顧問。まきのとなゆたのクラス担任。いつもニコニコしている。後半になるにつれ、出番が少なくなっていった。
生徒会長
まきのたちの学校の生徒会長。謎部を馬鹿にしている。褌一丁で登場したりする。連載後半になって登場することは無くなった。

## 書誌情報等

### 単行本
芳文社より「まんがタイムKRコミックス」として刊行されている。
- 第1巻（2008年7月28日発行） ISBN 978-4-8322-7715-1